# Doudou Ka
Pour les articles homonymes, voir Ka (homonymie).
Doudou Ka est le fondateur et président du mouvement politique URRGENS: Union des Républicains pour la Refondation d'un Grand Etat-Nation Solidaire, après avoir pris ses distances avec l'APR . Il est ancien ministre sénégalais de l'Économie, du Plan et de la Coopération du Sénégal. Il était chargé de "préparer et d’appliquer la politique arrêtée par le chef de l’État en matière économique et financière, de planification du développement", un portefeuille majeur, qui récompense sans doute la fidélité d'un engagement auprès de Macky Sall dès les premières heures, mais correspond aussi au profil de l'homme, banquier d'affaires et ingénieur diplômé de l'École nationale des ponts et chaussées de Paris. 
En Mai 2013, il a été nommé administrateur général du FONGIP, puis directeur général de l'aéroport international Blaise-Diagne en décembre 2020, ensuite ministre des transports aériens et du développement des infrastructures aéroportuaires le 17 septembre 2022 avandt d'etre promu ministre de l’Économie, du Plan et de la Coopération du Sénégal le 11 octobre 2023. 
Depuis Septembre 2024 il est le président directeur Général de KACI holding, une société d'investissements, de conseils, d'intelligence économique et de promotion immobilière basée au Sénégal, au Maroc et en France. 

## Biographie
Il est issu de parents métissés, Peuls du Fouta-Toro, toucouleur du Ndoucoumane (centre Sénégal), Wolof du Cayor, Diola du Sud, Peul du Fouta-Djalon.

### Formation
(novembre 2017).
Après ses études primaires à l'école élémentaire Ibou Camara de Ziguinchor, il rejoint, en octobre 1986 Dakar, notamment le Collège Sacré Cœur pour y poursuivre ses études secondaires. En septembre 1993, il se rend en France et intègre le lycée Turgot dont il est diplômé d’un baccalauréat C. Il est ensuite admis en 1994 au lycée Janson-de-Sailly pour les classes préparatoires aux écoles d'ingénieur.
De 1996 à 1999, il suit des études universitaires à l'université Paris 6 (Pierre et Marie Curie) où il obtient un DEUG en Sciences de la matière, et une maîtrise de mathématiques appliquées avec la mention Bien. En 1999, il rejoint l'école nationale des ponts et chaussées d’où il sort en 2001 avec le titre d'ingénieur civil des ponts et chaussées.

### Carrière professionnelle
Avec son diplôme d’ingénieur civil en ponts et chaussées, Doudou Ka intègre en juin 2000 les équipes du Cabinet Deloitte & Touch en tant que consultant stagiaire. En septembre 2001, il retourne au Sénégal pour travailler à la Société nationale de télécommunications du Sénégal (Sonatel) comme ingénieur financier.
À la fin de 2002, il est nommé conseiller technique du directeur général de l'Agence de promotion des investissements et grands travaux (APIX) chargé des grands travaux (autoroute à péage Dakar-Thiès, nouvel aéroport international Blaise Diagne, chemin de fer Dakar-Bamako et nouvelle capitale administrative). En 2004, il rejoint la Banque d'affaires marocaine Capital où il dirige le Pôle Énergie, Transport et Infrastructures. Au niveau de cette banque, il pilote en particulier le redémarrage de la liaison maritime Dakar-Ziguinchor endeuillée après un arrêt de (3 ans), consécutif au naufrage du bateau Le Joola survenu en 2002.
En 2006, il est nommé Directeur administratif et financier et du système d'information de la nouvelle société sénégalo-marocaine chargée, par les autorités sénégalaises, de l'exploitation de la ligne maritime Dakar-Ziguinchor.
En mai 2008, sa carrière professionnelle au Sénégal est suspendue après une plainte pour abus de biens sociaux à l'encontre de tous les dirigeants de la société sénégalo-marocaine. Il poursuit sa carrière en France entre 2009 et 2012 après avoir obtenu un non-lieu sur cette affaire qui était une conséquence de divergences entre le Sénégal et le Maroc sur la gestion des sociétés de navigations aérienne (ASI) et maritime (SOMAT).
À la faveur de l’élection de Macky Sall à la tête du Sénégal en mars 2012, et compte tenu de son rôle majeur dans la conception du programme présidentiel «Chemin du Véritable Développement», Doudou Ka devient, un mois après, conseiller spécial chargé de la coordination du Pôle des Grands Projets de l’État, auprès du tout nouveau Président de la République. Depuis mai 2013, il est l'Administrateur général du fonds de garantie des investissements prioritaires (FONGIP) du Sénégal.
Le 4 novembre 2020, le président Macky Sall porte son choix sur Doudou Ka pour le mettre à la tête de l’aéroport international Blaise Diagne (AIBD). Très vite, Doudou Ka propose un plan stratégique pour faire du Sénégal le 1er hub sous-régional de l'Afrique. Le 23 avril 2021, Le plan stratégique est validé en conseil présidentiel et la première conséquence est la fusion de AIBD et ADS (aéroports du Sénégal) pour la gestion et l'exploitation de tous les aéroports du Sénégal. 
Un an après la mise en œuvre du projet du hub aérien, Doudou Ka est promu ministre chargé des transports aériens et du développement des infrastructures aéroportuaires. 
Doudou Ka a entamé le processus de modernisation du transport aérien sénégalais avec la rénovation et la reconstruction des aéroports périphériques pour améliorer la connectivité et l’attractivité des pôles régionaux. Il contribué à l’élargissement de la flotte aérienne nationale, avec l’acquisition d’Airbus A330 neo, d’ATR 72, de 5 Airbus A321neo et de 5 L410-NG pour le transport national et sous-régional. Ce qui constitue une transformation majeure dans ce secteur  . Son apport en tant que ministre a été déterminant dans la création de l’Académie Internationale des Métiers de l’Aviation Civile (AIMAC) qui forme pilotes et techniciens en maintenance aéronautique. Doudou Ka a été l’inspirateur de la transformation structurelle de l’économie du transport aérien sénégalais. 

### Parcours politique
En 2009, Doudou Ka s’engage en politique aux côtés du président Macky Sall qui crée l'Alliance pour la République (APR). En élargissant ses bases et son champ d’action dans cette partie sud du Sénégal, cet ingénieur civil des ponts et chaussées a mis en place depuis le 22 août 2015, le mouvement politique dénommé «Falaat Macky Sall ak Doudou Ka» (FMD). Ce mouvement est composé de plus de 40 maires de communes et de responsables de structures politiques, issus de différentes formations. Le FMD, qui s’est fixé l’objectif d’assurer la réélection du président Sall en 2019, a fait ses preuves dans la massification et la mobilisation de l’électorat en faveur de la mouvance présidentielle au référendum de 2016 et législatives de 2017.
Le 17 septembre 2022, Doudou Kâ est nommé ministre des transports aériens et du développement des infrastructures aéroportuaires dans le nouveau gouvernement dirigé par Amadou Ba. 
Le 11 octobre 2023, il est nommé ministre de l’Économie, du Plan et de la Coopération, dans le neuvième gouvernement du président Macky SALL dirigé toujours par Amadou BA, succédant ainsi à Oulimata Sarr à ce poste. 